# Franz Pfnür
Franz Pfnür (21. listopadu 1908, Berchtesgaden – 21. září 1996) byl německý alpský lyžař. Na olympijských hrách v Garmisch-Partenkirchenu roku 1936, kde mělo alpské lyžování premiéru, se stal vítězem v kombinaci. Získal též tři medaile na mistrovství světa ve Svatém Mořici roku 1934, zlato ve slalomu a dvě stříbra, v kombinaci a sjezdu. Měl přezdívku „Bi Dui“, kterou dostal podle otázky, kterou položil v bavorském dialektu po slalomu, když si nebyl jistý, zda trefil branku, a která znamenala zhruba „Mám to za sebou?“. Po vítězství na olympijských hrách přijal pozvání nacistického vůdce Adolfa Hitlera na kávu do jeho prázdninového domu v Obersalzbergu. V roce 1937 vstoupil do SS. Byl poté zaměstnán na Hlavním úřadu rasy a osídlení. Během druhé světové války byl v roce 1944 vážně zraněn a téměř 15 měsíců byl blízko smrti.